# Cícero Santos
Cícero Santos, más conocido como Cícero (Castelo, 26 de agosto de 1984) es un futbolista brasileño que actúa como volante o medio. Actualmente está sin club.

## Carrera

### Bahía y Figueirense
Se trasladó de las divisiones de base del Tombense a la de Bahía. Allí fue formado, pasó la mayoría de sus años de base y fue revelado. Jugó la Serie B de 2004, cuando Bahía por muy poco no subió, sin embargo nunca engranó ni tuvo el total apoyo de la hinchada tricolor. Inició su carrera como volante.
Alternando altos y bajos con la camisa de Bahía, se trasladó, en 2006, al Figueirense, por préstamo. El éxito del trío ofensivo formado con Soares y Schwenck en el equipo catarinense lo llevó a ser contratado por Fluminense junto a Soares.

### Fluminense y Hertha Berlín
En 2007, fue titular en la campaña victoriosa de la Copa de Brasil 2007 y en la bella campaña en el Campeonato Brasileño de 2007. En 2008 sus actuaciones ayudaron al equipo a llegar a la final de la Copa Libertadores de América y despertaron el interés del Hertha Berlin; en julio fue contratado por el club alemán por un período de dos años.
Durante la final de la Copa Libertadores 2008, hizo el único gol de Fluminense durante una tanda de penales. En el caso de que el equipo de Fernando Henrique defendió el penalti cobrado por el defensor ecuatoriano Jairo Campos, ambos fueron los puntos culminantes del tricolor durante los ocho cobros realizados, y todo terminó en 3 a 1 para la LDU en los penales.
El 14 de julio de 2010, fue prestado por el Hertha Berlin al VfL Wolfsburg por una temporada con opción de compra al final del contrato, que terminaría en junio de 2011.

### São Paulo
En el VfL Wolfsburgo, Cícero no fue muy aprovechado por el técnico Felix Magath y el club no renovó su contrato. El 2 de julio de 2011 fue anunciado como nuevo refuerzo de São Paulo. Hizo su primera partida el 17 de julio contra el Internacional entrando en el lugar de Rivaldo, entonces camisa 10 de São Paulo.
El 7 de agosto reemplazó nuevamente a Rivaldo, que fue ahorrado para el juego contra el Avaí, comenzando su primer juego como titular. Fue decisivo en el partido, marcando los dos goles, siendo uno de ellos un bonito gol por cubierta, garantizando el giro del Tricolor, por 2 a 1.
Cícero comenzó el año 2012 siendo titular absoluto con el técnico Emerson Leão, sin embargo perdió espacio en el equipo con la llegada del técnico Ney Franco.

### Santos
En enero de 2013, Cícero se presentó al Santos. Poco aprovechado por el técnico Ney Franco, el atleta firmó un contrato de 2 años con el Santos. Los santistas, a su vez, tienen opción de compra del ex-paulino, que llega de préstamo del Tombense.
El 23 de enero de 2013, en la victoria de 3 a 0 sobre el Botafogo de Ribeirão Preto, por la segunda ronda de Paulistão, Cícero hizo el segundo gol y fue responsable de la asistencia a Neymar cerrar el marcador y, por lo tanto, fue elogiado por la crítica. El ex-paulino afirmó que pretende "dar mucho" al nuevo club, como tercer hombre en los rombos del mediocampo.
En el Peixe, Cícero vino obteniendo considerable destaque. Después de un excelente inicio de temporada en 2013, en el que anotó tres goles en los cuatro primeros partidos y obtuvo gran entramado con el ídolo Neymar, el centrocampista atrajo elogios tanto de la prensa y del entrenador Muricy Ramalho, ofuscando hasta, para muchos, al argentino Walter Montillo, contratación más cara de la historia alvinegra.
En el Campeonato Paulista de 2013, fue el destacado goleador del equipo, con 9 goles, siendo superado solo por Neymar.
Con la salida de Neymar al Barcelona, el centrocampista fue uno de los principales atacantes del equipo en el Campeonato Brasileño de 2013, por ser el máximo goleador del club, marcando 14 goles.
En la campaña del vicecampeonato paulista de 2014, Cícero fue el capitán del equipo y el crack del campeonato.

### Fluminense
El 28 de mayo de 2014 la dirección del Santos anunció en una nota oficial que aceptó la propuesta del Fluminense, y el jugador regresa al club después de 6 años.

### Al-Gharafa
El 31 de enero de 2015, Cicerón fue prestado por un año y medio al Al-Gharafa de Catar.

### Retorno a Fluminense
En julio de 2015 rescindió su contrato con el Al-Gharafa y regresa al Fluminense.
En el tricolor, juega como volante. A pesar de no ser su posición de origen, dice que no le importa quedarse más "distante" del gol.
En 2016, con la suspensión de Fred, guía el Flu al título de la Primera Liga de Brasil de 2016 siendo uno de los principales jugadores y capitán del equipo.

### Retorno a São Paulo
El 29 de diciembre de 2016, acertó su regreso al São Paulo, donde firmará contrato por dos temporadas. El entrenador del equipo, Rogério Ceni, afirmó que puede utilizar Cícero en cuatro funciones en el centro del campo, destacando, por lo tanto, la versatilidad del atleta. El 21 de febrero de 2017, en juego contra el São Bento, por el Campeonato Paulista, completó 100 partidos con la camiseta de São Paulo, sumando los dos pases por el club. El 1 de marzo, marcó un Hat trick en la victoria por 4-2 sobre el PSTC, por la segunda fase de la Copa de Brasil.
El 9 de agosto de 2017, el centrocampista sería expulsado por el entrenador paulino, Dorival Júnior, en una decisión conjunta con la directiva. Por tener ya más de siete partidos por el equipo en el Brasileirão (el jugador actuó en 10 partidos), podrá ser negociado este año sólo para clubes del exterior o de otras divisiones del país. El 28 de septiembre, rescindió oficialmente su contrato con el São Paulo.

### Grêmio
El 28 de septiembre de 2017, Cícero acertó con el Grêmio, por 3 meses, para jugar sólo a la Libertadores. El jugador no pudo actuar en el Brasileirão, por haber disputado más de 7 partidos por el São Paulo. El 22 de noviembre, en el partido de ida de la final de la Copa Libertadores 2017, marcó el gol de la victoria del Gremio por 1-0 sobre el Lanús en el Arena do Grêmio. Después de la conquista de la Libertadores, por un problema burocrático en la FIFA, Cícero no pudo ser inscrito para la disputa del Mundial de Clubes.

### Botafogo
En febrero de 2019 el medio acertó su transferencia al alvinegro carioca.

## Selección nacional
En 2011, Cícero fue convocado, por el entonces entrenador de la Selección Brasileña, Mano Menezes, para actuar por el Superclásico de las Américas de aquel año. En la época el atleta es paulino, sin embargo, no entró en el campo.
El jugador, sin embargo, cree que debería haber tenido oportunidades en la selección. Según Cícero: "Yo veo que yo podría tener una oportunidad en la selección brasileña, eso no voy a mentir. Yo hice por donde ".

## Palmarés

### Campeonatos regionales
| Título                 | Club        | País   | Año  |
| ---------------------- | ----------- | ------ | ---- |
| Campeonato Catarinense | Figueirense | Brasil | 2006 |
| Campeonato Gaúcho      | Grêmio      | Brasil | 2018 |

### Campeonatos nacionales
| Título                 | Club       | País   | Año  |
| ---------------------- | ---------- | ------ | ---- |
| Copa de Brasil         | Fluminense | Brasil | 2007 |
| Primera Liga de Brasil | Fluminense | Brasil | 2016 |

### Campeonatos internacionales
| Título              | Club      | País   | Año  |
| ------------------- | --------- | ------ | ---- |
| Copa Sudamericana   | São Paulo | Brasil | 2012 |
| Florida Cup         | São Paulo | Brasil | 2017 |
| Copa Libertadores   | Grêmio    | Brasil | 2017 |
| Recopa Sudamericana | Grêmio    | Brasil | 2018 |

### Selección de Brasil
| Título                       | Selección           | Año  |
| ---------------------------- | ------------------- | ---- |
| Superclásico de las Américas | Selección de Brasil | 2011 |